# Вениамин (Питерсон)
Архиепи́скоп Вениами́н (англ. Archbishop Benjamin, в миру Винсент Питерсон, англ. Vincent Peterson; 1 июня 1954, Пасадина, Калифорния) — архиерей Православной Церкви в Америке на покое, архиепископ Сан-Францисский и Западно-Американский (2007—2025).

## Биография
Его семья принадлежала к северо-европейской евангелической традиции — по одной линии это были шотландцы «Плимутские братья», по другой — шведы-лютеране.
Впервые посетил православный храм в Лос-Анджелесе — это был русский собор иконы Божией Матери Взыскание погибших. Здесь 27 апреля 1972 года он принял крещение и миропомазание.
Поступил в Свято-Владимирскую духовную семинарию в Крествуде, где в 1978 году получил сертификат семинарии по литургической музыке, а в 1981 году окончил магистерскую программу по богословию.
Служил регентом в приходах в Детройте (штат Мичиган) и Лос-Анджелесе, а также являлся председателем отдела литургической музыки Православной Церкви в Америке.
15 ноября 1987 года епископом Сан-Францисским, Лос-Анжелесским и Запада Тихоном (Фицджеральдом) рукоположён во диакона в своём родном приходе, где он нёс служение в течение следующих десяти лет, будучи диаконом и заведующим приходскими образовательными и молодёжными программами.
В 1988 году епископом Тихоном пострижен в рясофор, а затем, архиепископом Германом (Свайко) в Южно-Ханаанском Тихоновском монастыре, в малую схиму.
В 1991 году был возведён в сан архидиакона.
19 июля 1997 года епископом Сан-Францисским Тихоном рукоположён во иеромонаха.
В 1999 году переведён служить в Епархию Аляски, где был настоятелем в Иннокентиевском соборе, также административным деканом в Свято-Германовской духовной семинарии.
В 2002 году был возведён в сан архимандрита.
В январе 2004 года он был переведён в Богородицкий собор в Лос-Анджелесе и назначен секретарём (канцлером) Епархии Запада.
В марте 2004 года решением Священного Синода архимандрит Вениамин был избран епископом Берклийским, викарием епископа Сан-Францисского и Западного Тихона (Фицджеральда).
1 мая 2004 года в Сан-Францисском Троицком соборе хиротонисан во епископа Берклийского, викария Сан-Францисской епархии. Хиротонию совершили митрополит всей Америки и Канады Герман (Свайко), епископ Сан-Францисский и Запада Тихон (Фицджеральд) и епископ Ситкинский и Аляски Николай (Сораич). Будучи викарием епархии, епископ Вениамин продолжал состоять её секретарём.
14 ноября 2006 года, в связи с уходом на покой епископа Тихона (Фицджеральда), назначен администратором Епархии Запада; местоблюстителем епархии становился предстоятель ПЦА митрополит Герман (Свайко)
31 января 2007 года, на особом епархиальном собрании в Лас-Вегасском храме во имя святого апостола Павла, епископ Вениамин был единогласно назван кандидатом в епархиального архиерея. Священный Синод Православной Церкви в Америке на своём весеннем собрании 20 марта 2007 года избрал владыку Вениамина правящим архиереем Сан-Францисским и Западно-Американским, а его настолование состоялось 2 октября 2007 года в Сан-Францисском Троицком соборе.
13 мая 2008 года был назначен администратором Аляскинской епархии, а затем — её временно управляющим.
9 мая 2012 года, согласно решению Синода, вместе с другими правящими архиереями, прослужившими в архиерейском сане 5 или более лет, был возведён в сан архиепископа.
8 декабря 2024 года Синод ПЦА опубликовал сообщение о том, что архиепископ Вениамин уходит на покой с 15 июля 2025 года в связи с прогрессирующей болезнью Паркинсона, которая была диагностирована у него ещё в 2021 году.